# Little Rapid River
Little Rapid River är ett vattendrag i Kanada.   Det ligger i provinsen Ontario, i den sydöstra delen av landet, 600 km väster om huvudstaden Ottawa.
I omgivningarna runt Little Rapid River växer i huvudsak blandskog. Trakten runt Little Rapid River är nära nog obefolkad, med mindre än två invånare per kvadratkilometer.